# الحصين (يافع)

تعديل مصدري - تعديل

الحصين هي إحدى قرى عزلة لبعوس بمديرية يافع التابعة لمحافظة لحج، بلغ تعداد سكانها 137 نسمة حسب تعداد اليمن لعام 2004.